# ريم حجاب
ريم حجاب كاتبة ومخرجة وممثلة ومدربة تمثيل وراقصة ومصممة رقصات مصرية، وهي ابنة الشاعر المصري الراحل سيد حجاب.

## حياتها
ولدت ريم سيد حجاب في مصر، وتخرجت من قسم اللغة الإنجليزية وآدابها في كلية الآداب بجامعة القاهرة، ثم حصلت على درجة الماجستير في الكريوغرافيا وفنون العرض من جامعة مدلسكس بلندن، ثم التحقت بالدراسة في القسم الحر بالمعهد العالي للباليه التابع لأكاديمية الفنون بالقاهرة، كما التحقت بالدراسة في القسم الحر بالمعهد العالي للموسيقى (الكونسرفتوار) بالقاهرة لدراسة الموسيقى الغربية والعزف على آلة البيانو، ثُم درست نظريات الموسيقى الشرقية والغناء والعزف على آلة العود في كلية التربية الموسيقية بجامعة حلوان.

## مسيرتها الفنية
بدأت ريم حجاب مسيرتها الفنية في عام 1999 من خلال مسرح الشباب عندما كتبت وصممت رقصات أول عرض مسرحي لها، وكان بعنوان «زي كل يوم»، ثم كتبت وأخرجت وصممت الرقصات للعديد من العروض المسرحية بعد ذلك، قبل أن تلتحق بالعمل كراقصة في فرقة أوبرا القاهرة للرقص المسرحي الحديث. شاركت ريم حجاب أيضًا بالتمثيل والكتابة والإخراج في العديد من العروض المسرحية، كما أدارت العديد من ورش تعليم التمثيل والرقص المسرحي، واتجهت إلى التمثيل في السينما والتليفزيون، فقدمت العديد من الأدوار عدد من الأعمال التليفزيونية والأفلام السينمائية.

## أعمالها

### الأفلام
- بلد البنات: أنتج عام 2008، ولعبت فيه دور «فرح».
- قط وفار: أنتج عام 2015، ولعبت فيه دور «المحامية عصمت الدماطي».
- حمام سخن: أنتج عام 2018، ولعبت فيه دور «فاطمة الشافعي».

### المسلسلات
- ريش نعام: أنتج عام 2010، ولعبت فيه دور «زهرة».
- بنت اسمها ذات: أنتج عام 2013، ولعبت فيه دور «همت».
- عد تنازلي: أنتج عام 2015، ولعبت فيه دور «الصحفية رانيا شاهين».
- سفاح الجيزة: أنتج عام 2023، ولعبت فيه دور «فادية».[6]
- صلة رحم: أنتج عام 2024، ولعبت فيه دور «مديحة».

### المسرحيات
- بارانويا: عُرضت عام 2015 على مسرح مركز الهناجر بالقاهرة.[7][8]
- كارمن: عُرضت عام 2018 على مسرح مركز الهناجر بالقاهرة.[9]
- مشاحنات: عُرضت عام 2021 على مسرح مركز الإبداع الفني بالقاهرة.[10]

## وصلات خارجية
- صفحة الممثلة على قاعدة بيانات الأفلام العربية
- صفحة الممثلة على قاعدة بيانات الأفلام على الإنترنت